# Piper tacticanum
Piper tacticanum är en pepparväxtart som beskrevs av Trel. & Standley. Piper tacticanum ingår i släktet Piper och familjen pepparväxter. Inga underarter finns listade i Catalogue of Life.